# Ragnhild Hveger
Ragnhild Hveger (Dinamarca, 10 de diciembre de 1920-1 de diciembre de 2011) fue una nadadora danesa especializada en pruebas de estilo libre media distancia, donde consiguió ser subcampeona olímpica en 1936 en los 400 metros.

## Carrera deportiva
En los Juegos Olímpicos de Berlín 1936 ganó la medalla de plata en los 400 metros estilo libre, tras la neerlandesa Rie Mastenbroek y por delante de la estadounidense Lenore Wingard.
Y en el campeonato europeo de Londres de 1938 ganó tres medallas de oro: 100 metros, 400 metros y relevos de 4x100 metros , siempre en estilo libre.